# Euphorbia godana
Euphorbia godana es una especie fanerógama perteneciente a la familia de las euforbiáceas. Es endémica de Yibuti.

## Descripción
Es un arbusto suculento que alcanza un tamaño de 30 cm de alto y que forma cojines de 40 cm de diámetrlo; irregularmente y densamente ramificado, con raíces fibrosas; el tallo primario corto, de 25 mm Ø, las ramas horizontales ascendentes, glabras.

## Ecología
Se encuentra en las laderas de montaña,  en el suelo pedregoso de basalto, en asociación con Euphorbia amicorum, Tarchonanthus camphoratus  y algunos pastos, en la zona de precipitaciones en invierno, a una altitud de 1000-1500 metros.
Está relacionada con Euphorbia triaculeata.

## Taxonomía
Euphorbia godana fue descrita por Buddens., Lavant & Lavranos y publicado en Kakteen und andere Sukkulenten 56: 43. 2005.
Etimología
Euphorbia: nombre genérico que deriva del médico griego del rey Juba II de Mauritania (52 a 50 a. C. - 23), Euphorbus, en su honor – o en alusión a su gran vientre –  ya que usaba médicamente Euphorbia resinifera. En 1753 Carlos Linneo asignó el nombre a todo el género.
godana: epíteto